# Список обвинённых Международным трибуналом по бывшей Югославии
Список обвинённых Международным трибуналом по бывшей Югославии (Гаагским трибуналом) в военных преступлениях насчитывает 163 человек. Ниже представлены все обвиняемые и легенда, разъясняющая итоги процессов.
| Подсудимый был оправдан                   |
| Подсудимый был признан виновным и осуждён |
| Подсудимый умер до вынесения приговора    |
| Процесс над подсудимым ещё не завершён    |

## Сербы
| №   | Портрет | Обвиняемый                            | Должность                                                                                  | Жертвы                     | Место совершения преступлений                 | Период совершения преступлений | Приговор |
| --- | ------- | ------------------------------------- | ------------------------------------------------------------------------------------------ | -------------------------- | --------------------------------------------- | ------------------------------ | --- |
| 1   |         | Милан Бабич (1956—2006)               | Президент Республики Сербская Краина                                                       | боснийцы и хорваты         | Республика Сербская Краина                    | август 1991 — февраль 1992     | 13 лет лишения свободы, совершил самоубийство |
| 2   |         | Мирко Бабич                           | Флаг Республики Сербской                                                                   | боснийцы и хорваты         | концлагерь Омарска                            |                                | оправдан |
| 3   |         | Ненад Банович                         | охранник концлагеря Кератерм                                                               | боснийцы и хорваты         | концлагерь Кератерм                           | апрель—август 1992             | оправдан |
| 4   |         | Предраг Банович (род. 1950)           | охранник концлагеря Кератерм                                                               | боснийцы и хорваты         | концлагерь Кератерм                           | апрель—август 1992             | 8 лет лишения свободы, освобождён досрочно |
| 5   |         | Любиша Беара (1939—2017)              | начальник котрразведки Штаба Войска Республики Сербской                                    | боснийцы                   | Сребреница, Жепа                              | июль 1995                      | Пожизненное лишение свободы; умер в тюрьме 8 февраля 2017 года |
| 6   |         | Видое Благоевич (род. 1950)           | офицер Войска Республики Сербской                                                          | боснийцы                   | Сребреница                                    | июль 1995                      | 15 лет лишения свободы, освобождён досрочно 27 декабря 2012 |
| 7   |         | Горан Боровница                       | солдат Войска Республики Сербской                                                          | боснийцы и хорваты         | Приедор                                       |                                | признан умершим 22 ноября 1998 года |
| 8   |         | Любомир Боровчанин                    | заместитель начальника Спецназа полиции Республики Сербской                                | боснийцы                   | Сребреница                                    | июль 1995                      | 17 лет лишения свободы |
| 9   |         | Радослав Брджанин (1948—2022)         | глава кризисного штаба Сербской Автономной Области Боснийская Краина                       | боснийцы и хорваты         | Сербская Автономная Область Боснийская Краина |                                | 30 лет лишения свободы, освобождён по состоянию здоровья 3 сентября 2022 года (умер 7 сентября 2022 года) |
| 10  |         | Митар Васильевич (род. 1954)          | участник паравоенного формирования                                                         |                            | Вишеград                                      |                                | 15 лет лишения свободы (изначально — 20 лет), освобождён досрочно |
| 11  |         | Зоран Вукович (род. 1955)             | солдат Войска Республики Сербской                                                          | боснийцы                   | Фоча                                          |                                | 12 лет лишения свободы, освобождён досрочно |
| 12  |         | Драган Гагович (1960—1999)            | начальник полиции общины Фоча                                                              | боснийцы                   | Фоча                                          | апрель 1992 — январь 1993      | Убит при задержании 9 января 1999 года |
| 13  |         | Станислав Галич (род. 1943)           | командир Сараевско-Романийского корпуса                                                    | боснийцы                   | Сараево                                       |                                | Пожизненное лишение свободы (первоначальный приговор — 20 лет заключения) |
| 14  |         | Милан Гверо (1937—2013)               | военный советник командира по морали, праву и религиозным делам Войска Республики Сербской | боснийцы                   | Сребреница                                    | июль 1995                      | 5 лет лишения свободы, освобождён досрочно |
| 15  |         | Здравко Говедарица                    | охранник концлагеря Омарска                                                                | боснийцы и хорваты         | концлагерь Омарска                            |                                | признан умершим, вычеркнут из обвиняемых 8 мая 1998 года |
| 16  |         | Момчило Грубан (род. 1961)            | начальник смены концлагеря Омарска                                                         | боснийцы и хорваты         | концлагерь Омарска                            | апрель—август 1992             | 7 лет лишения свободы (дело передано в суд Боснии и Герцеговины; первоначальный приговор — 11 лет лишения свободы) |
| 17  |         | Мирослав Деронич (1954—2007)          | руководитель кризисного штаба Братунаца                                                    | боснийцы                   | Глогова                                       | апрель—май 1992                | 10 лет лишения свободы; умер в тюрьме в 2007 году |
| 18  |         | Властимир Джорджевич (род. 1948)      | генерал армии Югославии                                                                    | албанцы                    | Косово                                        |                                | 19 лет лишения свободы (первоначальный приговор в феврале 2011 года — 27 лет, срок сокращён в январе 2014 года) |
| 19  |         | Джордже Джукич (1934—1996)            | офицер Генерального Штаба Войска Республики Сербской                                       | боснийцы                   | Сараево                                       |                                | освобождён из-за проблем со здоровьем; умер до начала процесса 17 мая 1996 года |
| 20  |         | Славко Докманович (1949—1998)         | мэр города Вуковар                                                                         | хорваты                    | Вуковар                                       | ноябрь 1991                    | совершил самоубийство 29 июня 1998 года, находясь под арестом |
| 21  |         | Дамир Дошен                           | начальник смены концлагеря Кератерм                                                        | боснийцы и хорваты         | концлагерь Кератерм                           | апрель—август 1992             | 5 лет лишения свободы; освобождён досрочно |
| 22  |         | Симо Дрляча (1947—1997)               | глава управления общественной безопасности Приедора                                        | боснийцы и хорваты         | Приедор                                       |                                | Убит при задержании подразделениями SFOR 10 июля 1997 года в окрестностях Приедора; обвинение официально не предъявлено |
| 23  |         | Горан Елисич (род. 1968)              | Начальник охраны концлагеря Лука                                                           | боснийцы и хорваты         | Брчко, концлагерь Лука                        | 1992 год                       | приговорен к 40 годам лишения свободы 5 июля 2001 года; 29 мая 2003 года переведен в Италию для отбытия наказания с указанием срока, отбываемого после ареста в 1998 году. Обвинения в геноциде сняты |
| 24  |         | Зоран Жигич (род. 1958)               | охранник концлагеря Кератерм                                                               | боснийцы и хорваты         | Приедор                                       |                                | арестован 16 апреля 1998 года. Разбирательство открыто в феврале 2000, приостановлено в мае и завершилось в октябре 2000 года. Частично оправдан, приговорен к 25 годам лишения свободы 28 февраля 2005 года. Досрочно освобожден 10 ноября 2014 года                                                                                  |
| 25  |         | Стоян Жуплянин (род. 1951)            | начальник Службы безопасности в Боснийской Краине                                          | боснийцы и хорваты         | Боснийская Краина                             | апрель—декабрь 1992            | арестован 11 июня 2008 года и передан МТБЮ 21 июня 2008 года. Судебный процесс стартовал 14 сентября 2009 года. Приговорен к 22 годам лишения свободы 27 марта 2013 года; продолжается апелляционное производство |
| 26  |         | Симо Зарич (род. 1948)                | мэр города Шамаца                                                                          | боснийцы и хорваты         | Шамац                                         |                                | добровольно сдался 24 февраля 1998 года. Разбирательство было открыто 10 сентября 2001 года. Признал вину, был приговорен к 6 годам лишения свободы 17 октября 2003 года. С учётом времени нахождения в заключении досрочно освобожден 21 января 2004 года                                                                             |
| 27  |         | Драган Зеленович (род. 1961)          | офицер полиции Республики Сербской                                                         | боснийцы                   | Фоча                                          | апрель 1992                    | задержан 22 августа 2005 года и передан МТБЮ 10 июня 2006 года. Частично признал вину, приговорен к 15 годам лишения свободы 4 апреля 2007 года. Решение оставлено в силе апелляционной палатой 31 октября 2007 года |
| 28  |         | Милан Зец (род. 1943)                 | командующий ВМФ ЮНА                                                                        | хорваты                    | Дубровник                                     | 1991                           | оправдан 26 июля 2002 года |
| 29  |         | Драган Йокич                          | подполковник Войска Республики Сербской.                                                   | боснийцы                   | Сребреница                                    | июль 1995                      | добровольно сдался 15 августа 2001 года, временно освобожден на досудебной стадии. Разбирательство открыто 14 мая 2003 года. Приговорен к 9 годам лишения свободы 17 января 2005 года. Приговор подтвержден по апелляции 9 мая 2007 года. Досрочно освобожден 13 января 2010 года                                                      |
| 30  |         | Миодраг Йокич (род. 1935)             | адмирал ВМФ ЮНА                                                                            | хорваты                    | Дубровник                                     | 1991                           | добровольно сдался 12 ноября 2001 года, временно освобождался после признания вины. Приговорен к 7 годам лишения свободы 18 марта 2004 года. После неудачной апелляции переведен в Данию для отбытия наказания в октябре 2006 года. Досрочно освобожден 1 сентября 2008 года                                                           |
| 32  |         | Радован Караджич (род. 1945)          | президент Республики Сербской                                                              | боснийцы                   | Флаг Республики Сербской                      |                                | арестован 21 июля 2008 года и передан МТБЮ 30 июля 2008 года. Судебный процесс стартовал 26 октября 2009 года. В марте 2016 был приговорен к 40 годам лишения свободы. По итогам апелляции приговорен к пожизненному лишению свободы                                                                                                   |
| 33  |         | Мирослав Квочка (род. 1957)           | офицер полиции общины Приедор                                                              | боснийцы и хорваты         | концлагерь Омарска                            | май—июнь 1992                  | Арестован 8 апреля 1998. 7 лет лишения свободы. Досрочно освобожден 30 марта 2005 |
| 34  |         | Душан Кнежевич (род. 1967)            | доброволец, охранник концлагеря Омарска                                                    | боснийцы и хорваты         | концлагерь Омарска                            | апрель—август 1992             | добровольно сдался 18 мая 2002 года. Дело передано в палату по военным преступлениям Государственного суда БиГ 20 июля 2005 года. Разбирательство было открыто 20 декабря 2006 года. Приговорен к 31 году лишения свободы 30 мая 2008 года                                                                                             |
| 35  |         | Радомир Ковач (род. 1961)             | офицер Войска Республики Сербской, лидер паравоенного формирования                         | боснийцы                   | Фоча                                          |                                | арестован 2 августа 1999 года. Разбирательство было открыто 20 марта 2000 года. Приговорен к 20 годам лишения свободы 22 февраля 2001 года; после неудачной апелляции переведен в Норвегию для отбытия наказания 28 ноября 2002 года. Досрочно освобожден 30 июня 2013 года                                                            |
| 36  |         | Милан Ковачевич (1941—1998)           | главврач Приедорской больницы                                                              | боснийцы и хорваты         | Приедор                                       |                                | арестован 10 июля 1997 года и передан МТБЮ 30 июля 1997 года. Разбирательство было открыто 6 июля 1998 года. Скончался в тюрьме 1 августа 1998 года, дело закрыто 24 августа 1998 года |
| 37  |         | Драган Колунджия (род. 1959)          | начальник смены концлагеря Кератерм                                                        | боснийцы и хорваты         | концлагерь Кератерм                           | 24 мая — 5 августа 1992        | арестован 6 июня 1999 года. Разбирательство было открыто 19 марта 2001 года. Признал себя виновным, приговорен к 3 годам лишения свободы 13 ноября 2001 года. Досрочно освобожден 5 декабря 2001 года |
| 38  |         | Милоица Кос (род. 1963)               | офицер полиции общины Приедор                                                              | боснийцы и хорваты         | концлагерь Омарска                            | май—август 1992                | Арестован 28 мая 1998. 6 лет лишения свободы. Досрочно освобожден 31 июля 2002 |
| 39  |         | Момчило Краишник (1945—2020)          | председатель правительства Республики Сербской                                             | боснийцы                   | Флаг Республики Сербской                      |                                | задержан 3 апреля 2000 года. Разбирательство открыто 3 февраля 2004 года после отклонения серии прошений о временном освобождении. Приговорен к 27 годам лишения свободы 27 сентября 2006 года (после апелляции и пересмотра 17 марта 2009 года — к 20 годам). Досрочно освобожден 1 сентября 2013 года. Признан невиновным в геноциде |
| 40  |         | Милорад Крноелац                      | начальник концлагеря Фоча                                                                  | боснийцы                   | Фоча                                          |                                | 15 лет лишения свободы, освобождён досрочно |
| 41  |         | Радислав Крстич (род. 1948)           | генерал Войска Республики Сербской                                                         | боснийцы                   | Флаг Республики Сербской                      |                                | 35 лет лишения свободы; до пересмотра — 46 лет |
| 42  |         | Драголюб Кунарац (род. 1960)          | офицер Войска Республики Сербской                                                          | боснийцы                   | Фоча                                          |                                | Задержан 10 октября 1999 года. В 2002 году приговорен к 28 годам лишения свободы |
| 43  |         | Владимир Лазаревич (род. 1949)        | генерал армии Югославии                                                                    | албанцы                    | Косово                                        |                                | 15 лет лишения свободы |
| 44  |         | Милан Лукич (род. 1967)               | командир военизированного формирования «Мстители» или «Белые орлы»                         | боснийцы                   | Вишеград                                      |                                | Пожизненное лишение свободы (приговор оглашён 20 июля 2009 года) |
| 45  |         | Средое Лукич (род. 1961)              | участник военизированного формирования «Мстители» или «Белые орлы»                         | боснийцы                   | Вишеград                                      |                                | 27 лет лишения свободы (изначальный приговор — 30 лет вынесен 20 июля 2009 года, в декабре 2012 года срок сократили на 3 года) |
| 46  |         | Сретен Лукич (род. 1955)              | Генерал МВД Югославии                                                                      | албанцы                    | Косово                                        |                                | 22 года лишения свободы; досрочно освобожден в октябре 2021 года |
| 47  |         | Грубан Малич                          |                                                                                            |                            |                                               |                                | исключён из обвинительного списка в 1998 году; признан несуществующим лицом |
| 48  |         | Милан Мартич (род. 1956)              | последний президент Республики Сербская Краина                                             | боснийцы и хорваты         | Республика Сербская Краина                    | 1994                           | 35 лет лишения свободы |
| 49  |         | Желько Меякич (род. 1964)             | начальник концлагеря Омарска                                                               | боснийцы и хорваты         | концлагерь Омарска                            | апрель—август 1992             | 21 год лишения свободы (дело передано в суд Боснии и Герцеговины) |
| 50  |         | Радивое Милетич (род. 1947)           | офицер Штаба Войска Республики Сербской                                                    | боснийцы                   | Сребреница                                    | июль 1995                      | 19 лет лишения свободы |
| 51  |         | Драгомир Милошевич (род. 1942)        | генерал Войска Республики Сербской                                                         | боснийцы                   | Сараево                                       |                                | 29 лет лишения свободы (первоначально — 33 года лишения свободы) |
| 52  |         | Слободан Милошевич (1941—2006)        | президент Сербии, президент Югославии                                                      | албанцы                    | Косово                                        |                                | умер во время процесса; прокуроры не позволили освободить Милошевича для лечения в Россию, о чём он просил |
| 53  |         | Милан Милутинович (1942—2023)         | президент Сербии                                                                           | албанцы                    | Косово                                        |                                | оправдан; освобождён 26 февраля 2009 года |
| 54  |         | Слободан Милькович                    | глава паравоенного сербского формирования «Серые волки»                                    |                            |                                               |                                | Убит при задержании сербской полицией 10 августа 1999 года в городе Крагуевац. |
| 55  |         | Ратко Младич (род. 1943)              | начальник Генерального штаба Республики Сербской                                           | боснийцы и хорваты         | Флаг Республики Сербской                      |                                | Арестован недалеко от Белграда 26 мая 2011 года, приговорён к пожизненному лишению свободы 22 ноября 2017 года. |
| 56  |         | Дарко Мрджа                           | начальник отделения полиции Республики Сербской                                            | боснийцы                   | Республика Сербская                           |                                | 17 лет лишения свободы |
| 57  |         | Миле Мркшич (1947—2015)               | полковник ЮНА                                                                              | хорваты                    | Вуковар                                       | ноябрь 1991                    | 20 лет лишения свободы, умер в тюрьме в августе 2015 года |
| 58  |         | Здравко Мучич                         | начальник концлагеря в Челебичах                                                           |                            |                                               |                                | 9 лет лишения свободы; освобождён досрочно |
| 59  |         | Драган Николич                        | начальник концлагеря в Сушице                                                              | боснийцы и хорваты         | Сушица                                        |                                | 20 лет лишения свободы |
| 60  |         | Драго Николич                         | подпоручик Войска Республики Сербской                                                      | боснийцы                   | Сребреница                                    | июль 1995                      | 35 лет лишения свободы |
| 61  |         | Момир Николич                         | заместитель командира Братунацской бригады Войска Республики Сербской                      | боснийцы                   | Сребреница                                    | июль 1995                      | 20 лет лишения свободы |
| 62  |         | Драган Обренович (род. 1963)          | подполковник Войска Республики Сербской                                                    | боснийцы                   | Сребреница                                    | июль 1995                      | 17 лет лишения свободы |
| 63  |         | Драголюб Ойданич (1941—2020)          | начальник Генерального Штаба ЮНА, министр обороны Югославия                                |                            |                                               |                                | добровольно сдался 25 апреля 2002 года. Приговорён к 15 годам лишения свободы 26 февраля 2009 года. Освобожден досрочно 29 августа 2013 года. |
| 64  |         | Небойша Павкович (род. 1946)          | начальник Генерального Штаба армии Югославии                                               |                            |                                               |                                | 22 года лишения свободы |
| 65  |         | Милан Павлич                          | охранник концлагеря Омарска                                                                | боснийцы и хорваты         | концлагерь Омарска                            |                                | оправдан |
| 66  |         | Винко Пандуревич                      | подполковник Войска Республики Сербской                                                    | боснийцы                   | Сребреница                                    | июль 1995                      | 13 лет лишения свободы |
| 67  |         | Неделько Паспаль                      | охранник концлагеря Омарска                                                                | боснийцы и хорваты         | концлагерь Омарска                            |                                | оправдан |
| 68  |         | Биляна Плавшич (род. 1930)            | президент Республики Сербской                                                              | боснийцы                   | Флаг Республики Сербской                      |                                | 11 лет лишения свободы, досрочно освобождена 27 октября 2009 года |
| 69  |         | Вуядин Попович (род. 1957)            | подполковник Войска Республики Сербской                                                    | боснийцы                   | Сребреница                                    | июль 1995                      | Пожизненное лишение свободы |
| 70  |         | Милутин Попович                       |                                                                                            |                            |                                               |                                | оправдан |
| 71  |         | Момчило Перишич (род. 1944)           | начальник Штаба армии Югославии                                                            | хорваты, боснийцы          |                                               |                                | оправдан 28 февраля 2013 (первоначально — 27 лет лишения свободы) |
| 72  |         | Драженко Предоевич                    |                                                                                            |                            |                                               |                                | оправдан |
| 73  |         | Драголюб Прцач (род. 1937)            | Флаг Республики Сербской                                                                   | боснийцы и хорваты         | концлагеря Омарска и Кератерм                 |                                | 5 лет заключения |
| 74  |         | Мирослав Радич (род. 1962)            | капитан ЮНА                                                                                | хорваты                    | Вуковар                                       | ноябрь 1991                    | оправдан |
| 75  |         | Младжо Радич (род. 1952)              | Флаг Республики Сербской                                                                   | боснийцы и хорваты         | концлагеря Омарска и Кератерм                 |                                | 20 лет лишения свободы |
| 76  |         | Желько Ражнатович «Аркан» (1952—2000) | командир паравоенного формирования «Сербская добровольческая гвардия» или «Тигры Аркана»   | боснийцы                   | Сански-Мост                                   | 18—25 сентября 1995            | убит до начала процесса |
| 77  |         | Митар Рашевич (род. 1949)             | Флаг Республики Сербской                                                                   |                            |                                               |                                | 7 лет лишения свободы (дело передано в суд Боснии и Герцеговины) |
| 78  |         | Желько Савич                          |                                                                                            |                            |                                               |                                | оправдан |
| 79  |         | Душко Сикирица                        | начальник концлагеря Кератерм                                                              | боснийцы и хорваты         | концлагерь Кератерм                           | апрель—август 1992             | 15 лет лишения свободы |
| 80  |         | Франко Симатович                      | высший офицер Сербской государственной службы безопасности                                 | албанцы, хорваты, боснийцы | Косово и Метохия · Республика Сербская        |                                | оправдан 30 мая 2013 года. В декабре 2015 года оправдательный приговор отменен, дело направлено на новое судебное разбирательство. 31 августа 2023 освобожден из под стражи по состоянию здоровья. |
| 81  |         | Благое Симич (род. 1960)              | Флаг Республики Сербской                                                                   | боснийцы и хорваты         | Шамац                                         |                                | 15 лет лишения свободы |
| 82  |         | Милан Симич                           | Флаг Республики Сербской                                                                   |                            |                                               |                                | 5 лет лишения свободы; освобождён досрочно |
| 83  |         | Миломир Стакич                        | мэр города Приедор                                                                         | боснийцы и хорваты         | Приедор                                       |                                | 40 лет лишения свободы (первоначальный приговор — Пожизненное лишение свободы) |
| 84  |         | Йовица Станишич (род. 1950)           | руководитель Сербской государственной службы безопасности                                  |                            |                                               |                                | оправдан, в декабре 2015 года апелляция отменила приговор и направила дело на новое разбирательство, подсудимый временно освобожден для лечения |
| 85  |         | Мичо Станишич                         | министр внутренних дел Республики Сербской                                                 | боснийцы и хорваты         | Босния и Герцеговина                          | апрель—декабрь 1992            | 22 года лишения свободы |
| 86  |         | Радован Станкович                     | Флаг Республики Сербской                                                                   |                            |                                               |                                | 20 лет лишения свободы (дело передано в суд Боснии и Герцеговины, во время суда бежал из-под стражи) |
| 87  |         | Влайко Стоилькович (1937—2002)        | министр внутренних дел                                                                     | албанцы                    | Косово                                        |                                | совершил самоубийство при аресте 13 апреля 2002 года. |
| 88  |         | Душко Тадич (род. 1955)               | лидер Сербской демократической партии в Козараце и участник паравоенного формирования      | боснийцы и хорваты         | концлагерь Омарска                            |                                | 20 лет лишения свободы; освобождён досрочно |
| 89  |         | Мирослав Тадич (род. 1937)            | председатель «Комиссии по обмену» в Шамаце                                                 | боснийцы и хорваты         | Шамац                                         |                                | 8 лет лишения свободы; освобождён досрочно |
| 90  |         | Момир Талич (1942—2003)               | генерал 1-го Краинского корпуса Войска Республики Сербской                                 | боснийцы и хорваты         | Республика Сербская                           |                                | умер во время процесса |
| 91  |         | Неделько Тимарац                      | Флаг Республики Сербской                                                                   | боснийцы и хорваты         | концлагерь Кератерм                           |                                | оправдан |
| 92  |         | Саво Тодович (род. 1952)              | начальник тюрьмы в Фоче                                                                    | боснийцы                   | Фоча                                          | апрель 1992 — август 1993      | 12,5 лет лишения свободы (дело передано в суд Боснии и Герцеговины) |
| 93  |         | Стеван Тодорович (род. 1957)          | начальник полиции общины Шамац                                                             | боснийцы и хорваты         | Шамац                                         |                                | 10 лет лишения свободы; освобождён досрочно |
| 94  |         | Здравко Толимир (1948—2016)           | офицер контрразведки Штаба Войска Республики Сербской                                      | боснийцы                   | Сребреница                                    | июль 1995                      | Пожизненное лишение свободы, умер в тюрьме |
| 95  |         | Милорад Трбич (род. 1958)             | капитан военной полиции Войска Республики Сербской                                         | боснийцы                   | Сребреница                                    | июль 1995                      | 30 лет лишения свободы (дело передано в суд Боснии и Герцеговины) |
| 96  |         | Душан Фуштар (род. 1954)              | начальник смены концлагеря Кератерм                                                        | боснийцы и хорваты         | концлагерь Кератерм                           | апрель—август 1992             | 9 лет лишения свободы (дело передано в суд Боснии и Герцеговины) |
| 97  |         | Горан Хаджич (1958—2016)              | второй президент Республики Сербская Краина                                                | боснийцы и хорваты         | Республика Сербская Краина                    | 1992—1993                      | арестован властями Сербии в 2011 году; умер во время процесса, который был отложен в апреле 2016 года |
| 98  |         | Ранко Чесич (род. 1964)               | член интервенционной команды резервного корпуса полиции Республики Сербской                | боснийцы и хорваты         | Брчко, концлагерь Лука                        |                                | 18 лет лишения свободы |
| 99  |         | Никола Шаинович (род. 1948)           | премьер-министр Сербии                                                                     |                            |                                               |                                | 22 года лишения свободы (позже сокращён до 18 лет), освобожден досрочно в 2015 |
| 100 |         | Драгомир Шапоня                       |                                                                                            | боснийцы и хорваты         | концлагерь Кератерм                           |                                | оправдан |
| 101 |         | Воислав Шешель (род. 1954)            | руководитель Сербской радикальной партии                                                   |                            |                                               |                                | первоначально оправдан; 10 лет лишения свободы по результатам апелляции (не отбывал наказание с учётом 12 лет, проведённых ранее под стражей) |
| 102 |         | Никица Янич                           | охранник концлагерей Омарска и Кератерм                                                    | боснийцы и хорваты         | концлагеря Омарска и Кератерм                 |                                | Убит при задержании 12 июня 1997 года |
| 103 |         | Янко Янич                             | заместитель командира военной полиции Войска Республики Сербской                           | боснийцы                   | Фоча                                          |                                | Покончил с собой 12 октября 2000 года при попытке задержания |
| 104 |         | Гойко Янкович                         | Флаг Республики Сербской                                                                   | боснийцы                   | Фоча                                          |                                | 34 года лишения свободы (дело передано в суд Боснии и Герцеговины) |

## Черногорцы
| № | Портрет | Обвиняемый                      | Должность                                           | Жертвы  | Место     | Время        | Результат                                                                               |
| - | ------- | ------------------------------- | --------------------------------------------------- | ------- | --------- | ------------ | --------------------------------------------------------------------------------------- |
| 1 |         | Владимир Ковачевич (род. 1961)  | командующий третьим батальоном армии ЮНА в Требинье | хорваты | Дубровник |              | признан в 2004 году невменяемым, но в 2006 году осуждён на 8 лет лишения свободы        |
| 2 |         | Павле Стругар (1933—2018)       | командующий второй группой армии ЮНА                | хорваты | Дубровник | октябрь 1991 | 8 лет лишения свободы; вышел на свободу досрочно 20 февраля 2009 года                   |
| 3 |         | Веселин Шливанчанин (род. 1953) | майор ЮНА                                           | хорваты | Вуковар   |              | 5 лет лишения свободы (после пересмотра — 10 лет), освобождён досрочно в июле 2011 года |

## Хорваты
| №  | Портрет | Обвиняемый                    | Должность                                                                                                | Жертвы           | Место преступления                  | Время преступления           | Результат процесса |
| -- | ------- | ----------------------------- | --- | ---------------- | ----------------------------------- | ---------------------------- | --- |
| 1  |         | Златко Алексовски (род. 1960) | начальник окружной тюрьмы Гелиодром в городе Мостар                                                      | боснийцы         | Мостар                              | май 1992 — май 1993          | 7 лет лишения свободы; освобождён досрочно |
| 2  |         | Стипо Алилович                | солдат армии Хорватской Республики Герцег-Босна                                                          | боснийцы         | долина реки Лашвы                   |                              | умер в 1999 году, до принятия решения об экстрадиции                                                                                              |
| 3  |         | Тихомир Блашкич (род. 1960)   | генерал армии Хорватии                                                                                   | боснийцы         | Босния и Герцеговина                | май 1992 — май 1993          | 9 лет лишения свободы (первоначально — 45 лет лишения свободы); освобождён досрочно                                                               |
| 4  |         | Янко Бобетко (1919—2003)      | начальник Генерального штаба армии Хорватии                                                              | сербы            | Операция «Медакский карман»         | сентябрь 1993                | умер до принятия решения об экстрадиции |
| 5  |         | Марко Бокшич                  | солдат-наёмник Войска Республики Сербской                                                                | боснийцы         | Сребреница                          | июль 1995                    | 10 лет лишения свободы, освобожден досрочно |
| 6  |         | Мирослав Брало (род. 1967)    | офицер военной полиции армии Хорватии                                                                    | боснийцы         | Босния и Герцеговина                | январь—июль 1993             | 20 лет лишения свободы |
| 7  |         | Анте Готовина (род. 1955)     | генерал армии Хорватии                                                                                   | сербы            | Республика Сербская Краина          | август—ноябрь 1995           | оправдан 16 ноября 2012 апелляционным вече МТБЮ (первоначальный приговор — 24 года лишения свободы)                                               |
| 8  |         | Степан Грагдич                | Военнослужащий армии Хорватии                                                                            | сербы            | Госпич                              | октябрь 1991                 | 10 лет лишения свободы (дело передано в суд Хорватии)                                                                                             |
| 9  |         | Драго Йосипович               | солдат армии Хорватии                                                                                    | боснийцы         | долина реки Лашвы                   | апрель 1993                  | 12 лет лишения свободы |
| 10 |         | Никола Иванкович              | Военнослужащий армии Хорватии                                                                            | сербы            | Осиек                               | декабрь 1991                 | 15 лет лишения свободы (дело передано в суд Хорватии)                                                                                             |
| 11 |         | Маринко Катава                | Флаг Хорватии                                                                                            | боснийцы         | Босния и Герцеговина                | 1993                         | оправдан |
| 12 |         | Дарио Кордич                  | член правительства Хорватской Республики Герцег-Босна                                                    | боснийцы         | Хорватская республика Герцег-Босна  | май 1992 — май 1993          | 25 лет лишения свободы |
| 13 |         | Влатко Купрешкич              | солдат армии Хорватии                                                                                    | боснийцы         | долина реки Лашвы                   | апрель 1993                  | оправдан |
| 14 |         | Зоран Купрешкич               | солдат армии Хорватии                                                                                    | боснийцы         | долина реки Лашвы                   | апрель 1993                  | оправдан |
| 15 |         | Мирьян Купрешкич              | солдат армии Хорватии                                                                                    | боснийцы         | долина реки Лашвы                   | апрель 1993                  | оправдан |
| 16 |         | Пашко Любичич                 | командир 4-го батальона военной полиции армии Хорватии                                                   | боснийцы         | долина реки Лашвы                   |                              | 10 лет лишения свободы (дело передано в суд Боснии и Герцеговины)                                                                                 |
| 17 |         | Младен Маркач (род. 1955)     | генерал-полковник армии Хорватии                                                                         | сербы            | Республика Сербская Краина          |                              | оправдан апелляционным вече МТБЮ 16 ноября 2012 (первоначальный приговор — 18 лет лишения свободы)                                                |
| 18 |         | Винко Мартинович              | Флаг Хорватии                                                                                            | боснийцы         | Мостар                              |                              | 20 лет лишения свободы |
| 19 |         | Младен Налетилич              | участник военизированного формирования                                                                   | боснийцы         | Мостар                              |                              | 18 лет лишения свободы |
| 20 |         | Мирко Норац (род. 1967)       | Генерал армии Хорватии                                                                                   | сербы            | Операция «Медакский карман», Госпич | октябрь 1991 — сентябрь 1993 | 7 лет лишения свободы, с учётом других преступлений — 19 лет лишения свободы (дело передано в суд Хорватии), в ноябре 2011 года вышел на свободу. |
| 21 |         | Тихомир Орешкович             | Военнослужащий армии Хорватии                                                                            | сербы            | Госпич                              | октябрь 1991                 | 15 лет лишения свободы (дело передано в суд Хорватии)                                                                                             |
| 22 |         | Драган Папич                  | солдат армии Хорватии                                                                                    | боснийцы         | долина реки Лашвы                   | апрель 1993                  | оправдан |
| 23 |         | Миливой Петкович (род. 1949)  | главнокомандующий армией Хорватии                                                                        | боснийцы         | Хорватская республика Герцег-Босна  |                              | 20 лет лишения свободы, освобождён после 4 лет отбывания наказания                                                                                |
| 24 |         | Слободан Праляк (1945—2017)   | генерал Сухопутных войск Хорватии и Хорватского совета обороны, армии Хорватской республики Герцег-Босна | боснийцы         | Мостар                              | 1993                         | 20 лет лишения свободы; покончил с собой после неудачной апелляции                                                                                |
| 25 |         | Ядранко Прлич                 | один из руководителей Хорватской Республики Герцег-Босна                                                 | боснийцы и сербы | Хорватская республика Герцег-Босна  |                              | 25 лет лишения свободы |
| 26 |         | Берислав Пушич                | главнокомандующий армией Хорватии                                                                        | боснийцы         | Хорватская республика Герцег-Босна  |                              | 10 лет лишения свободы |
| 27 |         | Ивица Райич (род. 1958)       | Флаг Хорватии                                                                                            | боснийцы         |                                     |                              | 12 лет лишения свободы |
| 28 |         | Ивица Рожич                   | Военнослужащий армии Хорватии                                                                            | сербы            | Госпич                              | октябрь 1991                 | оправдан |
| 29 |         | Перо Скопляк                  | начальник полиции Витеза                                                                                 | боснийцы         | Витез                               | май 1992 — май 1993          | оправдан |
| 30 |         | Бруно Стоич                   | Хорватская республика Герцег-Босна                                                                       | боснийцы         | Хорватская республика Герцег-Босна  |                              | 20 лет лишения свободы |
| 31 |         | Анто Фурунджия                | Командир спецназа «Джокеры» армии Хорватии                                                               | боснийцы         | Босния и Герцеговина                |                              | 10 лет лишения свободы; освобождён досрочно |
| 32 |         | Милан Чанич                   | Военнослужащий армии Хорватии                                                                            | сербы            | Госпич                              | октябрь 1991                 | оправдан |
| 33 |         | Марио Черкез                  | офицер армии Хорватии                                                                                    | боснийцы         | долина реки Лашвы                   | май 1992 — май 1993          | 6 лет лишения свободы, освобожден досрочно |
| 34 |         | Иван Чермак (род. 1949)       | генерал армии Хорватии                                                                                   | сербы            | Республика Сербская Краина          |                              | оправдан; освобождён 15 апреля 2011 года |
| 35 |         | Валентин Чорич (род. 1956)    | начальник военной полиции армии Хорватии                                                                 | боснийцы и сербы | Хорватская республика Герцег-Босна  |                              | 16 лет лишения свободы |
| 36 |         | Владимир Шантич               | солдат армии Хорватии                                                                                    | боснийцы         | долина реки Лашвы                   | апрель 1993                  | 18 лет лишения свободы |
| 37 |         | Иван Шантич                   | глава города Витеза                                                                                      | боснийцы         | Витез                               | май 1992 — май 1993          | оправдан |
| 38 |         | Дражен Эрдемович (род. 1971)  | солдат-наёмник Войска Республики Сербской                                                                | боснийцы         | Сребреница                          | июль 1995                    | 5 лет лишения свободы, освобожден досрочно |

## БоснийцыиСлавяне-мусульмане
| №  | Портрет | Обвиняемый                       | Должность                                                                                | Жертвы          | Место преступления                                               | Время преступления      | Результат процесса                                                                                     |
| -- | ------- | -------------------------------- | ---------------------------------------------------------------------------------------- | --------------- | ---------------------------------------------------------------- | ----------------------- | --- |
| 1  |         | Мехмед Алагич (1947—2003)        | командир 7-го корпуса армии Боснии и Герцеговины                                         | сербы           | Босния и Герцеговина                                             |                         | умер во время процесса                                                                                 |
| 2  |         | Зденко Андабак                   | солдат армии Хорватии                                                                    | сербы           | Ливно                                                            | апрель 1992 — июль 1993 | Дело передано в суд Боснии и Герцеговины                                                               |
| 3  |         | Эдиб Булюбашич                   | Заместитель коменданта лагеря Дретель                                                    | сербы           | Босния и Герцеговина                                             | 1992 — 1994             | 20 лет лишения свободы (дело передано в суд Боснии и Герцеговины)                                      |
| 4  |         | Сеад Велагич                     | солдат армии Хорватии                                                                    | сербы           | Ливно                                                            | апрель 1992 — июль 1993 | Дело передано в суд Боснии и Герцеговины                                                               |
| 5  |         | Энес Витешкич                    | Военнослужащий армии Хорватии                                                            | сербы           | Осиек                                                            | декабрь 1991            | 11 лет лишения свободы (дело передано в суд Хорватии)                                                  |
| 6  |         | Зейнил Делалич                   | командир 1-й тактической группы боснийских сил                                           | сербы           | концлагерь Челебичи                                              | май—август 1992         | оправдан                                                                                               |
| 7  |         | Расим Делич (1949—2010)          | начальник Генерального штаба армии Боснии и Герцеговины                                  | сербы и хорваты | концлагерь Каменица, Малине (Хорватская Республика Герцег-Босна) | 1993—1995               | 3 года лишения свободы                                                                                 |
| 8  |         | Хазим Делич                      | заместитель начальника концлагеря Челебичи                                               | сербы           | концлагерь Челебичи (Герцеговина)                                | май—август 1992         | 18 лет лишения свободы                                                                                 |
| 9  |         | Земир Ковачевич                  | Военнослужащий армии Хорватии                                                            | сербы           | Сиековац                                                         | март 1992               | 10 лет лишения свободы                                                                                 |
| 10 |         | Амир Кубура (1964 г. р.)         | начальник генерального штаба 7-й мусульманской горной бригады армии Боснии и Герцеговины | сербы           | Босния и Герцеговина                                             |                         | 2 года лишения свободы                                                                                 |
| 11 |         | Эсар Ланджо                      | охранник концлагеря Челебичи                                                             | сербы           | концлагерь Челебичи                                              | май—август 1992         | 15 лет лишения свободы                                                                                 |
| 12 |         | Алмаз Незирович                  | солдат 103-й бригады (ХВО)                                                               | сербы           | Флаг Республики Сербской                                         | апрель — июль 1992      | Арестован в 2012 году в США, дело передано в суд Боснии и Герцеговины                                  |
| 13 |         | Насер Орич (род. 1967)           | бригадный генерал армии Боснии и Герцеговины                                             | сербы           | Сребреница                                                       | 1992—1993               | оправдан после повторного рассмотрения дела                                                            |
| 14 |         | Энвер Хаджихасанович (род. 1950) | бригадный генерал армии Боснии и Герцеговины                                             | сербы           | Босния и Герцеговина                                             |                         | 3,5 года лишения свободы                                                                               |
| 15 |         | Сефер Халилович (род. 1952)      | генерал армии Боснии и Герцеговины                                                       | хорваты         | Грабовица, Уздол (Герцеговина)                                   | сентябрь 1993           | оправдан                                                                                               |
| 16 |         | Рефик Шарич                      | Заместитель коменданта лагеря Дретель                                                    | сербы           | Босния и Герцеговина                                             | 1992 — 1994             | 8 лет лишения свободы (дело передано в суд Дании)                                                      |
| 17 |         | Муамир Яшаревич                  | солдат армии Хорватии                                                                    | сербы           | Ливно                                                            | апрель 1992 — июль 1993 | Дело было передано в суд Боснии и Герцеговины, 4 января 2018 года приговорен к 3 годам лишения свободы |

## Албанцы
| №  | Портрет | Обвиняемый                  | Должность                                   | Жертвы                  | Место преступления                 | Время преступления | Результат процесса |
| -- | ------- | --------------------------- | ------------------------------------------- | ----------------------- | ---------------------------------- | ------------------ | --- |
| 1. |         | Рахим Адеми (род. 1954)     | генерал армии Хорватии                      | сербы                   | Операция «Медакский карман»        | сентябрь 1993      | оправдан |
| 2. |         | Харадин Бала (1957—2018)    | член АОК, охранник концлагеря               | сербы и албанцы         | концлагерь Лапушник / горы Бериша  | март—сентябрь 1998 | 13 лет лишения свободы, освобожден досрочно в 2013 году.                                                                                   |
| 3. |         | Идриз Балай                 | офицер АОК, командир спецназа «Чёрные орлы» | сербы, албанцы и цыгане | Зона «Дукаджини» (Западное Косово) | март—сентябрь 1998 | оправдан |
| 4. |         | Бече Бечай                  |                                             |                         | Косово                             | 2004               | 4 месяца лишения свободы |
| 5. |         | Лахи Брагимай               | офицер штаба АОК                            | сербы, албанцы и цыгане | Зона «Дукаджини» (Западное Косово) | март—сентябрь 1998 | 6 лет лишения свободы; освобождён досрочно                                                                                                 |
| 6. |         | Фатмир Лимай (род. 1971)    | офицер АОК, охранник концлагеря             | сербы и албанцы         | концлагерь Лапушник / горы Бериша  | март—сентябрь 1998 | оправдан |
| 7. |         | Агим Муртези                | член АОК, охранник концлагеря               | сербы и албанцы         | концлагерь Лапушник / горы Бериша  | март—сентябрь 1998 | оправдан |
| 8. |         | Исак Муслиу (род. 1970)     | офицер АОК, охранник концлагеря             | сербы и албанцы         | концлагерь Лапушник / горы Бериша  | март—сентябрь 1998 | оправдан |
| 9. |         | Рамуш Харадинай (род. 1968) | полевой командир АОК в зоне «Дукаджини»     | сербы, албанцы и цыгане | Зона «Дукаджини» (Западное Косово) | март—сентябрь 1998 | оправдан 29 ноября 2012 года (первоначальный приговор об оправдании был отменён 21 июля 2010 года из-за возможного запугивания свидетелей) |

## Македонцы
| №  | Портрет | Обвиняемый                     | Должность                  | Жертвы  | Место преступления | Время преступления | Результат процесса     |
| -- | ------- | ------------------------------ | -------------------------- | ------- | ------------------ | ------------------ | ---------------------- |
| 1. |         | Любе Бошкоский (род. 1960)     | Министр внутренних дел     | албанцы | Люботен            | июль 2001          | оправдан               |
| 2. |         | Йохан Тарчуловский (род. 1974) | офицер Службы безопасности | албанцы | Люботен            | июль 2001          | 12 лет лишения свободы |